# Verulamium

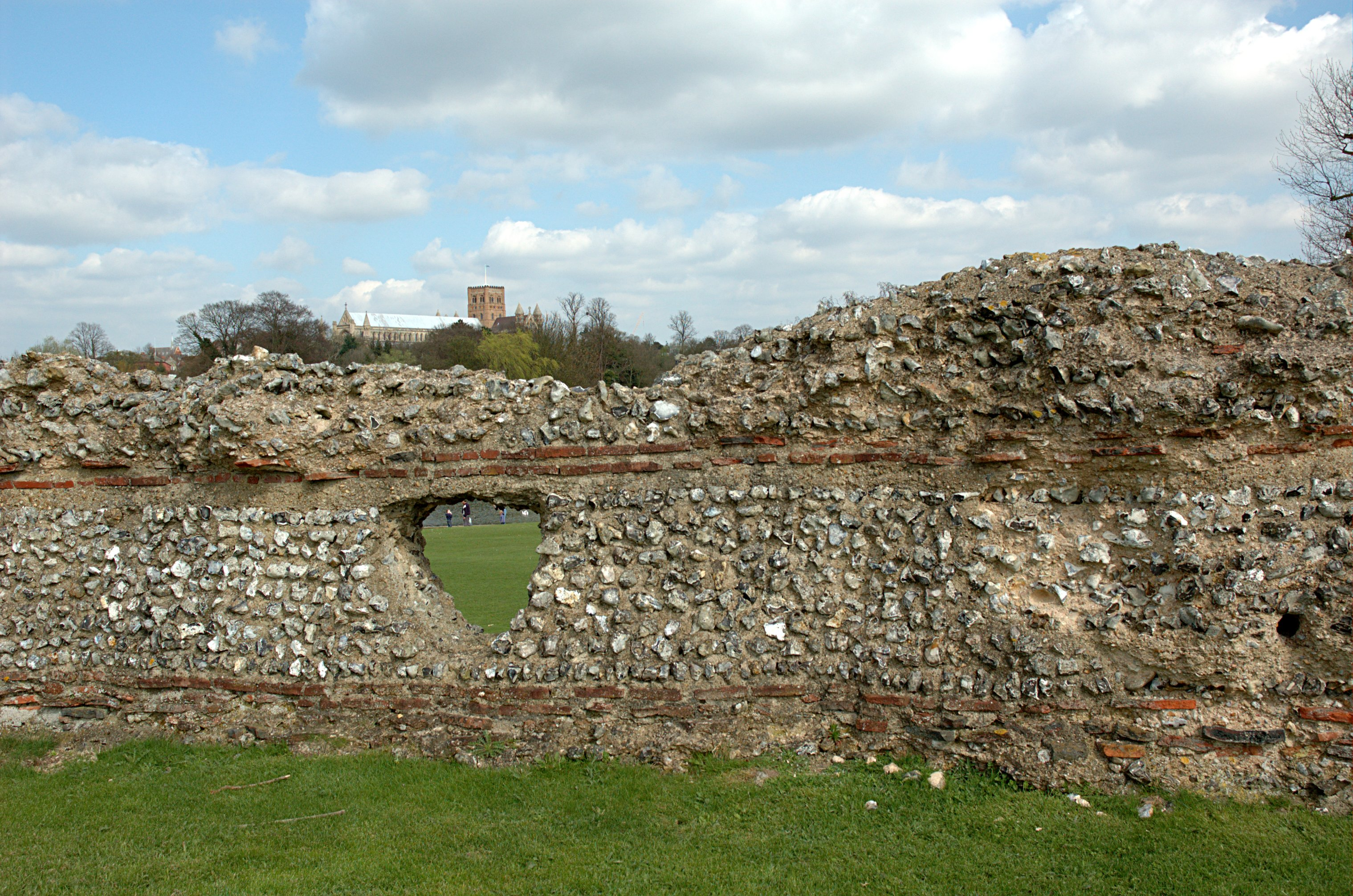
Resti delle mura cittadine

Verulamium fu la terza città più ampia della Britannia romana. È situata nella zona a sud-ovest dell'odierna St Albans, nell'Hertfordshire, ed è stata scavata solo in parte dagli archeologi, come per esempio Mortimer Wheeler, e Kathleen Kenyon.
Prima dell'arrivo dei Romani, la città era conosciuta come Verlamion ed era la capitale della tribù dei Catuvellauni. Era stata fondata dal capo catuvellauno Tasciovano fra il 25 e il 20 a.C. Dopo l'arrivo degli invasori, la città divenne un municipium (attorno al 50), status che dava ai suoi abitanti tutti i diritti di un cittadino romano. La città fu saccheggiata nel 61 durante la rivolta degli Iceni guidati dalla regina Boudica. Ciononostante la città crebbe d'importanza e in ampiezza, arrivando a coprire un'area di circa 0.5 km². Protetta da un vallo e da mura, la città aveva un foro, una basilica e un teatro. L'odierno nome della città viene proprio da un suo cittadino romano, Albano, ucciso nel III secolo, che fu il primo martire cristiano della Britannia.
Francesco Bacone ottenne il titolo di barone di Verulamio e visconte di Sant'Albano.
L'asteroide 4206 Verulamium prende il suo nome da questa città.